# Walraversijde
Walraversijde is een verdwenen middeleeuws vissersdorp langs de Vlaamse Kust. Het was gelegen op het verdwenen eilandje Testerep in een duinengebied net ten westen van het huidige Raversijde, een gehucht in de Belgische badstad Oostende.

## Geologie
Na de laatste ijstijd vormden er zich achter het strand en de duinen van de Vlaamse kust in de loop der tijden, volgens een grillig en steeds wijzigend patroon, een zoetwatermoerasgebied. Door eeuwenlange opeenhoping van vergane waterplanten, werden deze moerassen langzaam omgevormd tot een veengebied. Door de stijging van het zeespiegel en door regelmatige overstromingen door de zee vormden er zich getijdengeulen, slikken en schorren. In de laatste 2000 jaar daalde de zeespiegel dan weer geleidelijk, zodat het zoetwater langzamerhand weer de bovenhand kreeg en er een dikke veenlaag kon gevormd worden.
De schorren verhoogden geleidelijk door afzetting van klei en slib. Hierdoor werd ook de schorrenvegetatie langzamerhand vervangen door zoetwaterplanten. Bij springtij werden deze gebieden echter nog steeds overstroomd. Hierdoor ontstonden er ook zoutweiden. Zout was een belangrijk en gewild product. Daarom werd deze in de ijzertijd en de Romeinse tijd ontgonnen, waarvan sporen werden teruggevonden in het huidige Leffinge. Maar ook in Raversijde heeft men resten gevonden van een zoutpanne uit de Romeinse tijd. In 2005 heeft men bij nieuwe opgravingen resten teruggevonden uit de eerste tot derde eeuw van een oude twaalf meter brede Romeinse dijk, aangedikt met veen. De vondst van terra sigilata (rood gevernist aardewerk uit Frankrijk) is een overtuigend bewijs van de menselijke aanwezigheid in de Romeinse tijd. De Romeinse veenwinningskuilen in Raversijde wijzen ook op de ontginning van veen. Turf was namelijk een belangrijke brandstof. Bij het verval van het Romeinse rijk viel de welvaart terug.
Door de dagelijkse overstromingen langs de getijdengeulen werd de Testerep en een langgerekt schorren- en waddengebied gevormd. Vanaf de 8ste eeuw, toen dit gebied steeds minder overspoeld werd door de zee en de getijdengeulen begonnen dicht te slibben, vestigden Saksen zich op de hoger gelegen delen van het gebied en bouwden er boerderijen die zouden uitgroeien tot dorpen zoals Leffinge en Ichtegem. Men hield er ook schapen, want de schorrenvegetatie was hiervoor erg geschikt. De wol van deze schapen werd gewild en er ontstond in de Merovingische tijd een industrie rond ‘het Friese laken’.
In de 10e eeuw breidden de Vlaamse graven hun pagus Flandrensis uit met heel wat gebieden langs de schorren van Testerep en de getijdengeulen in Bredene en Slijpe. De naam ‘Bredene’ is trouwens afkomstig van 'Brede Ede', wat verwijst naar de 'Noord Ede', een andere getijdengeul. Deze gebieden werden uitgebouwd tot grote grafelijke schaapsdomeinen. Er werden verschillende binnendijken, haaks op de kustlijn, aangelegd om deze domeinen te beschermen tegen de zee. Rond 1150 was men begonnen met de definitieve inpoldering van de kustvlakte. Het huidige Mariakerke werd reeds in 1115 vernoemd als Testerepsi parrochia.

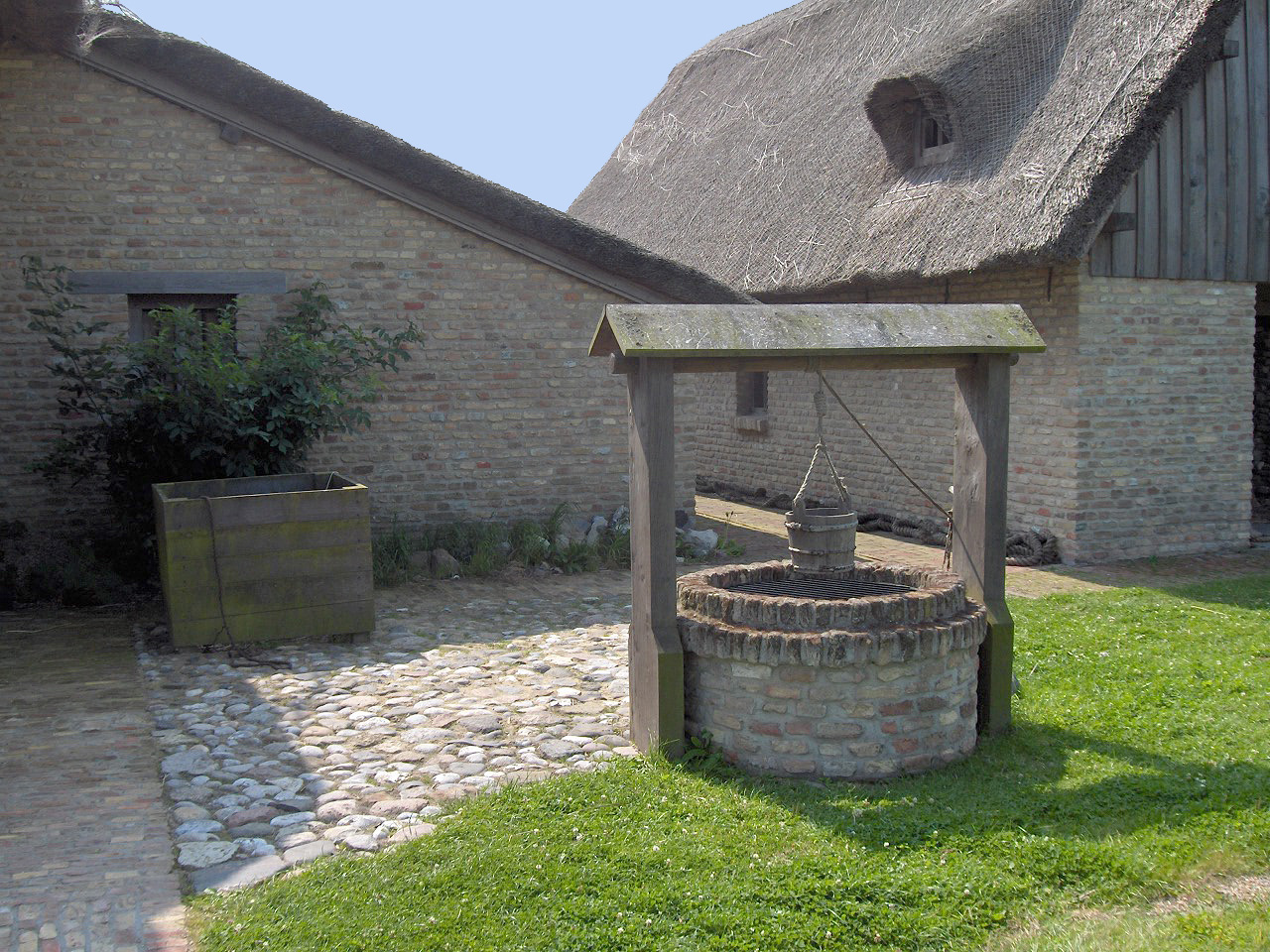
Bakstenen vissershuisjes met waterput

## Eerste nederzetting
Al in het Neolithicum en de bronstijd woonden hier nomadische jagers en vissers. Een gehucht ontstond in de vroege middeleeuwen achter een duinenrij. De bewoners leefden van visserij maar ook van zeeroverij (zoals gebruikelijk in die tijd) en van schapenkweek in de schorren. Bovendien dreven zij ook internationale handel, zelfs tot in het noorden van Schotland. Om hun handelsschepen te beschermen tegen zeeroverij ging men in de 14e eeuw over tot het plaatsen van primitieve kanonnen aan boord, maar het bleef een hachelijke onderneming om piraten van zich af te schudden.
In 1357 werd dit dorpje voor het eerst vernoemd in een geschreven document als ‘Walravens Hide’. Het woord 'hide' komt ook voor in het Engels als ‘hithe, hryther en hyth’, zoals in de plaatsnamen Rotherhithe (het schiereiland langs de Thames van waaruit de Mayflower met de Pelgrim Fathers in 1620 vertrok naar Virginia) en Hythe (een Engels kuststadje vlak bij Folkestone) en is ontstaan uit het Oudsaksisch achtervoegsel ide, dat ook voorkomt in de plaatsnamen Lombardsijde en Koksijde en betekent aanlegplaats. 'Walrafs IJde' of 'Walravens Hide' betekent dus ‘de aanlegplaats van een zekere Walraf’.

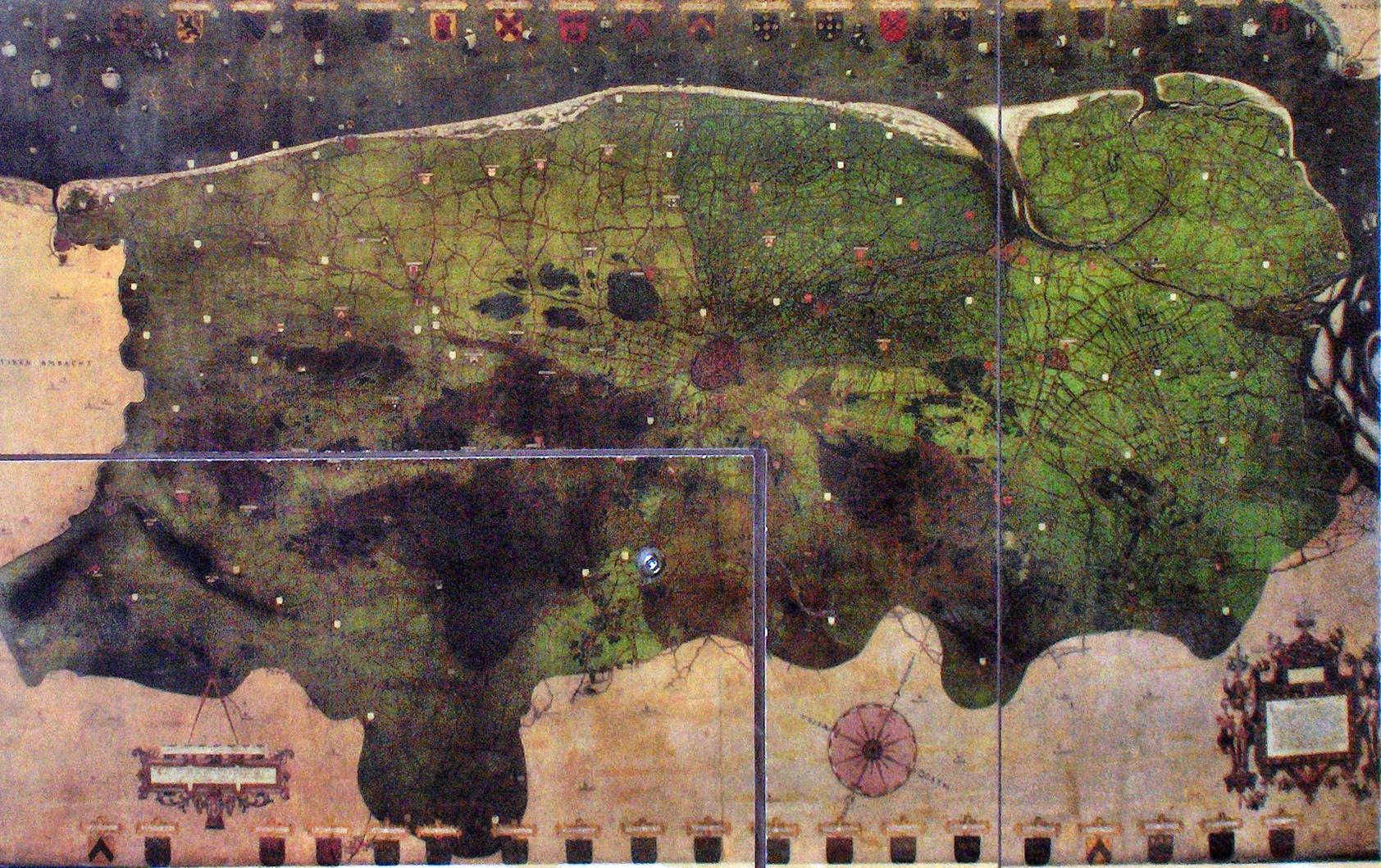
Kaart van het Brugse Vrije met Walraversijde in de 15de eeuw; naar Pieter II Claeissens (1535-1623)

Het einde van de 14e eeuw waren beroerde tijden: de opstand in Gent onder leiding van Filips van Artevelde en economische achteruitgang belette handel met het buitenland. De duinenrij werd verwaarloosd en ondermijnd door de vele konijnengangen. De Sint-Vincentiusvloed van 22 januari 1394 deed de duinenrij doorbreken en Testerep werd overspoeld. Deze oorspronkelijke ligging van Walraversijde was reddeloos verloren en werd dan ook opgegeven.

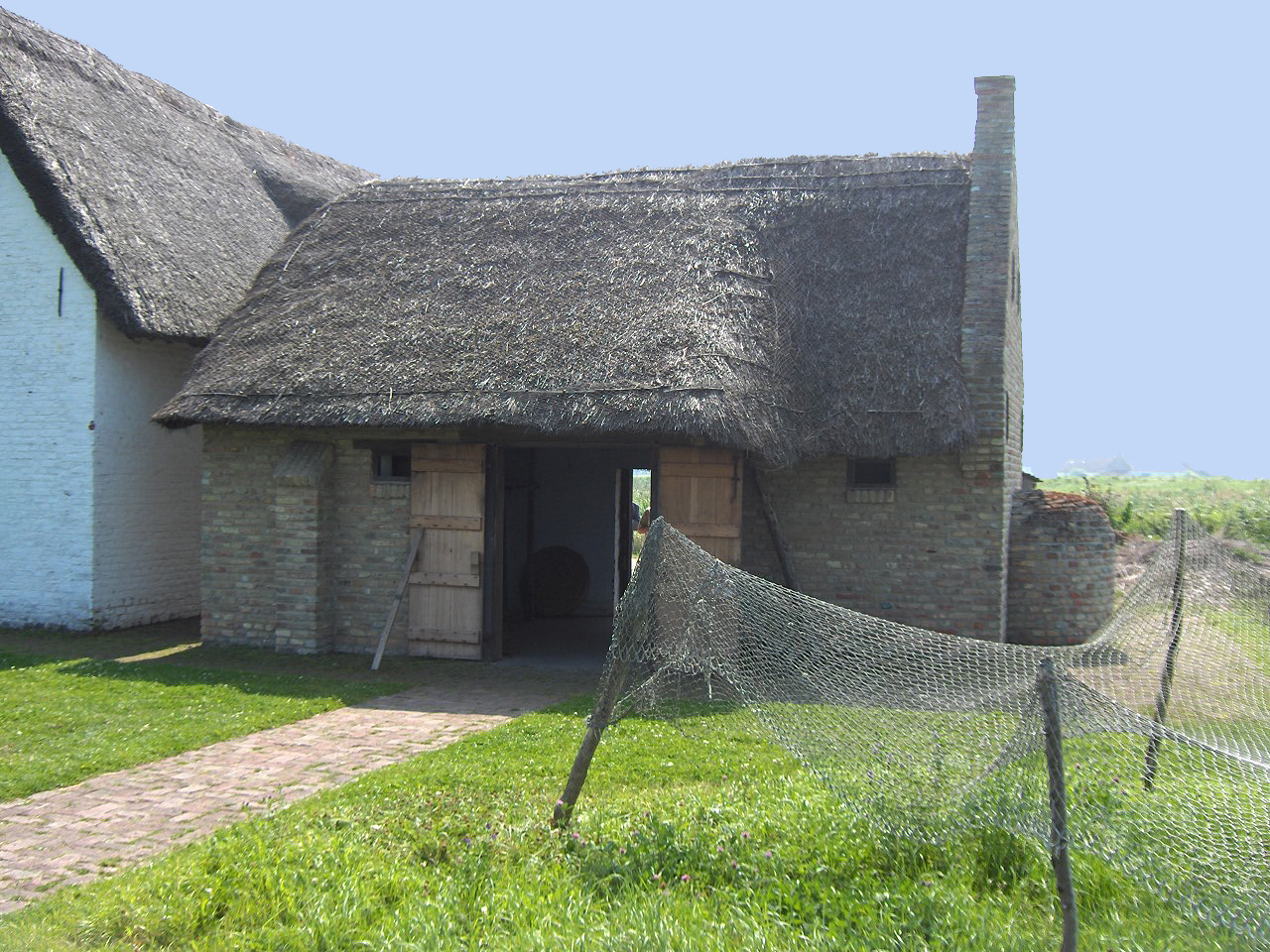
Bakkerij en visrokerij

## Tweede nederzetting
In 1399 gaf hertog Jan zonder Vrees bevel tot het oprichten van een nieuwe dijk langs de kust, de zogenaamde ‘Graaf Jansdijk’, waarvan er nu nog sporen terug te vinden zijn. Achter deze dijk, op de plaats van de huidige site, werd langzamerhand een nieuw Walraversijde opgebouwd en deze groeide spoedig uit tot een welstellend dorp van ongeveer 100 dicht op elkaar gebouwde bakstenen huizen, met een molen, een brouwerij en een tussen 1420 en 1430 gebouwde driebeukige kerk van Johannes-de-Doper. De lage kerktoren in gotische stijl was gebouwd op dezelfde wijze als de kerktoren van het Onze-Lieve-Vrouw-ter-Duinenkerk in Mariakerke en had een plat dak, dat ook gebruikt werd als uitkijk en baken voor de zeelui.

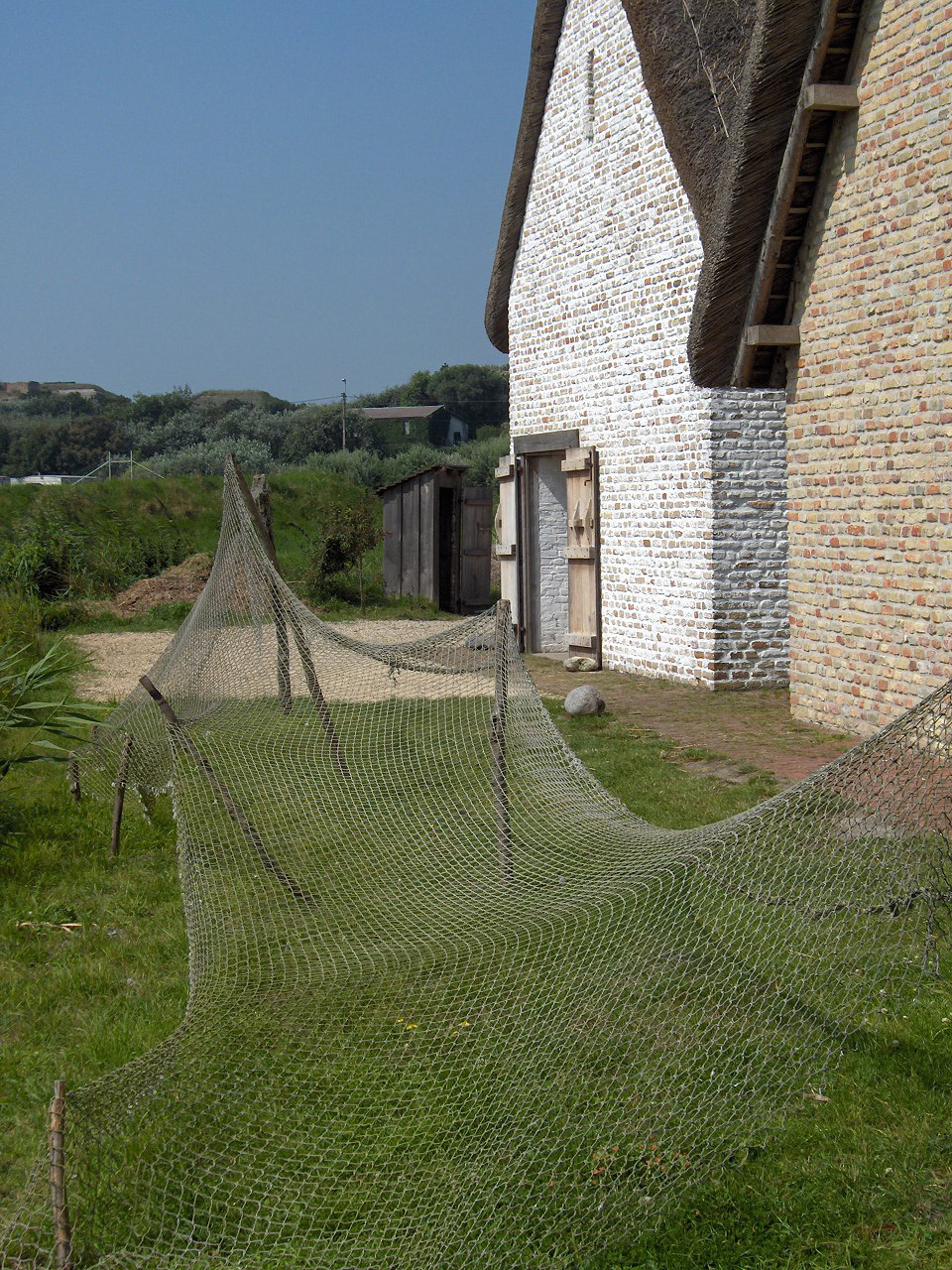
Visnet drogend op stangen

Het hoogtepunt van Walraversijde werd, zoals duidelijk blijkt uit de opgravingen, bereikt rond 1465. Dit was tevens de bloeitijd van Vlaanderen en de Vlaamse schilderkunst, de zogenaamde ‘Gouden 15de Eeuw’. Dit gold ook voor de vissers, die meestal zelf een boot en vistuig bezaten. Een gevonden benen brilmontuur duidt erop dat er lieden waren die konden lezen en schrijven en dus ook de handelsboeken konden bijhouden. Dit alles wijst op een zekere welstand. De bakstenen huizen waren iets kleiner dan 100 m2 en slechts enkele waren ongeveer 150 m2 groot. Ze waren echter allemaal, naar de normen van de tijd, gezellig en comfortabel ingericht met vloeren van aangestampte aarde, bakstenen waterputten, bakstenen latrines en ondergrondse afvalputten. Er was zelfs een huis met overwelfde, bakstenen beerput, een dure voorziening die in die tijd slechts aangetroffen werd in een kasteel of landhuis.
Op het einde van de 15e eeuw brak een woelige tijd aan. Zo werd er enkele keren hevige strijd gevoerd om Oostende en omgeving. Oostende werd geplunderd en in brand gestoken in juli 1489 door aanhangers van de Duitse koning Maximiliaan I van Oostenrijk, aangevoerd door Daniël van Praet, kapitein van Nieuwpoort. Dit luidde een periode van ontvolking en economische achteruitgang in. Tegen 1510 waren ook in Walraversijde al enkele huizen vervallen en tegen 1534 waren enkele gedeelten van Walraversijde verlaten. In 1548 waren er nog meer verwoestingen, toen Oostende werd veroverd door de Engelsen en de Hollanders. Ten slotte bleef er van Walraversijde niet meer over dan enkele huizen rond de kerk en de molen. Op de ’Grote Kaart van het Brugse Vrije’ van Pieter Pourbus uit 1571 (slechts bewaard als kopie door Pieter Claeissins), staat Walraversijde nog vermeld als een gehucht met kerk en molen, gelegen langs een getijdengeul achter de duinen.
Aan het einde van de 16e eeuw, bij het opkomen van het protestantisme, woedde er in Vlaanderen een langdurige strijd tussen de Spaanse heersers en de Vlaamse edelen. Na de Slag bij Nieuwpoort op 2 juli 1600 trok het leger van de Prins van Oranje zich terug naar Oostende. Hierbij moest de legertros ook passeren langs Walraversijde, met verwoestingen tot gevolg. Kort daarop begon het Beleg van Oostende (1601-1604), een der bloedigste episodes uit de 17e eeuw. De weinige resterende woningen uit Walraversijde werden door de Spaanse cavalerie als onderkomen gebruikt. Dit werd waarschijnlijk de doodsteek voor deze eens zo bloeiende gemeenschap. Een kaart uit 1628 toont op deze site nog slechts groene velden. De kerk was vervallen en werd nu als schuur gebruikt. Nochtans bleef de kerktoren verder benut als baken voor de scheepvaart tot aan de afbraak ervan in 1860.

## Hernieuwde belangstelling

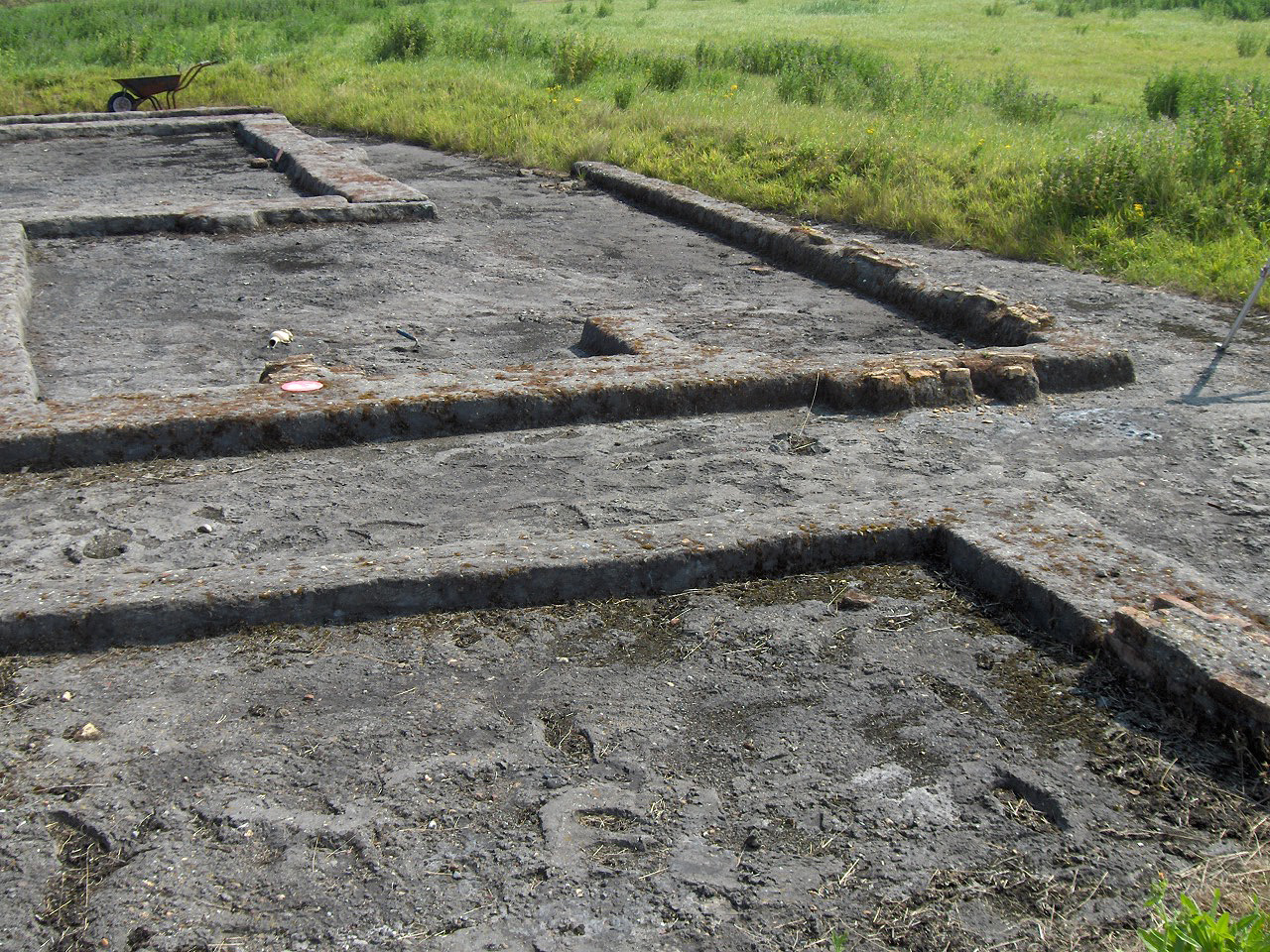
Fundamenten van enkele huisjes

Aan het einde van de 20ste eeuw groeide er een archeologische interesse voor Walraversijde. Er was al enig onderzoek gebeurd rond 1950 op het strand van Raversijde. Dit betrof de eerste nederzetting (uit de 13de-14e eeuw), die door de zee werd verzwolgen. Bij laag tij kon men er toen nog het grondplan zien van de fundamenten van enkele huisjes en van ontgonnen veenlagen. Door de bouw van nieuwe golfbrekers werd dit alles opnieuw bedolven onder het zand.
In het voorjaar van 1992 startte een nieuw systematisch archeologisch onderzoek, ditmaal achter de duinenrij in het pas verworven Provinciedomein Raversijde. Dit leverde een schat aan diverse en goed bewaarde gegevens op uit het dagelijkse leven en de visserij, maar ook wapentuig zoals kanonballen, dolken en onderdelen van kruisbogen.
De talrijke vondsten resulteerden in de uitbouw van het Provinciaal Museum Walraversijde. Hierbij werden ook enkele woningen op getrouwe wijze gereconstrueerd met de oorspronkelijke bakstenen gevonden op de site. Het interieur en de inboedel van de huizen werd gekopieerd van de talrijke geïllustreerde manuscripten uit die tijd. Op deze wijze krijgt men een goede indruk hoe de bewoners van Walraversijde leefden en werkten.

### Kapeltoren
In 2020 ontdekte men toevallig de funderingen van de 18e-eeuwse toren van de kapel van Walraversijde, bij afbraak van een schuur aan de Nieuwpoortsesteenweg 640. De kapel werd tussen 15 en 16 juni 1944 vernield. De toren had een grondoppervlak van 5,17 bij 5,44 m.

## De huizen van Walraversijde

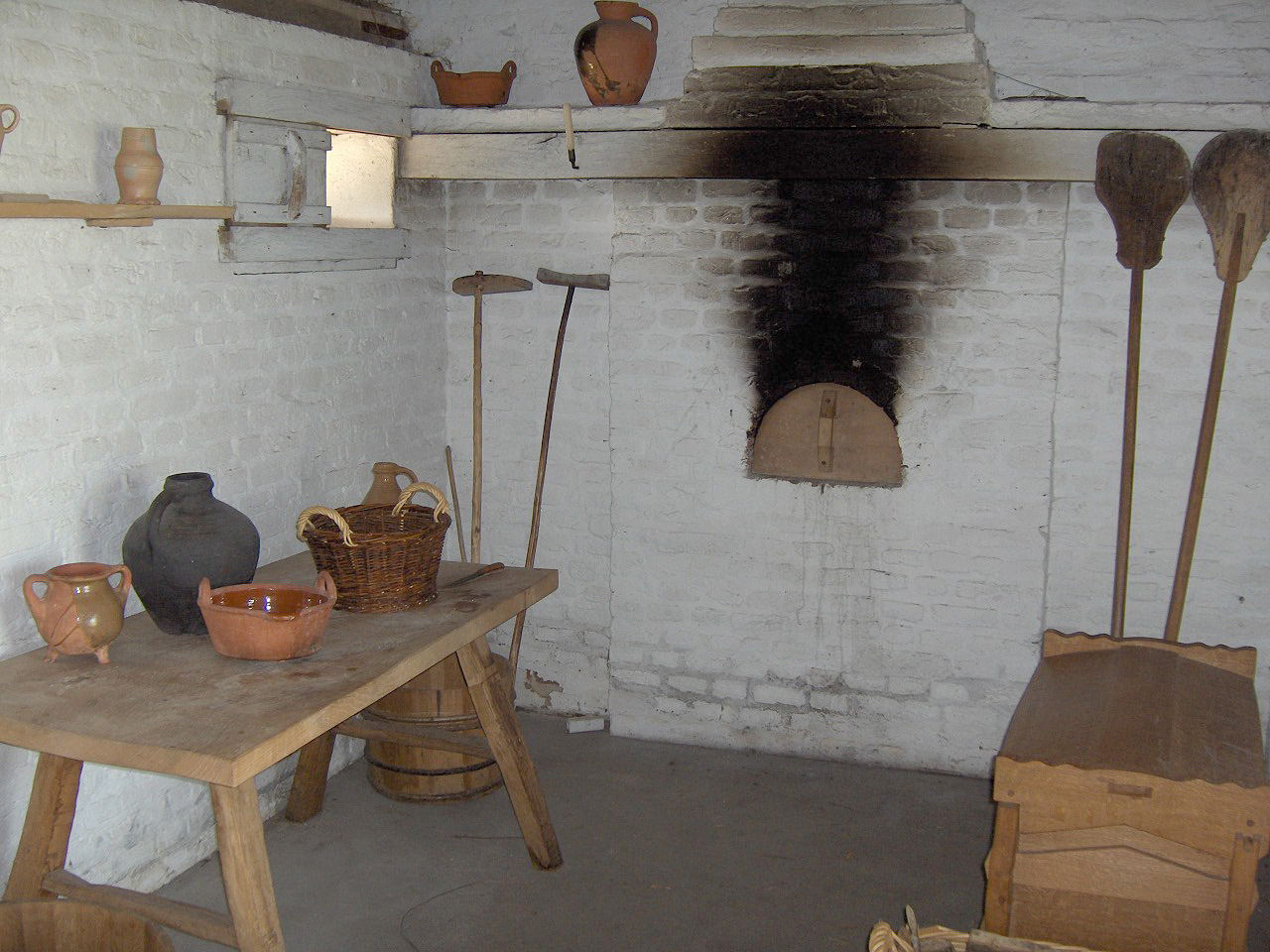
Bakkerij
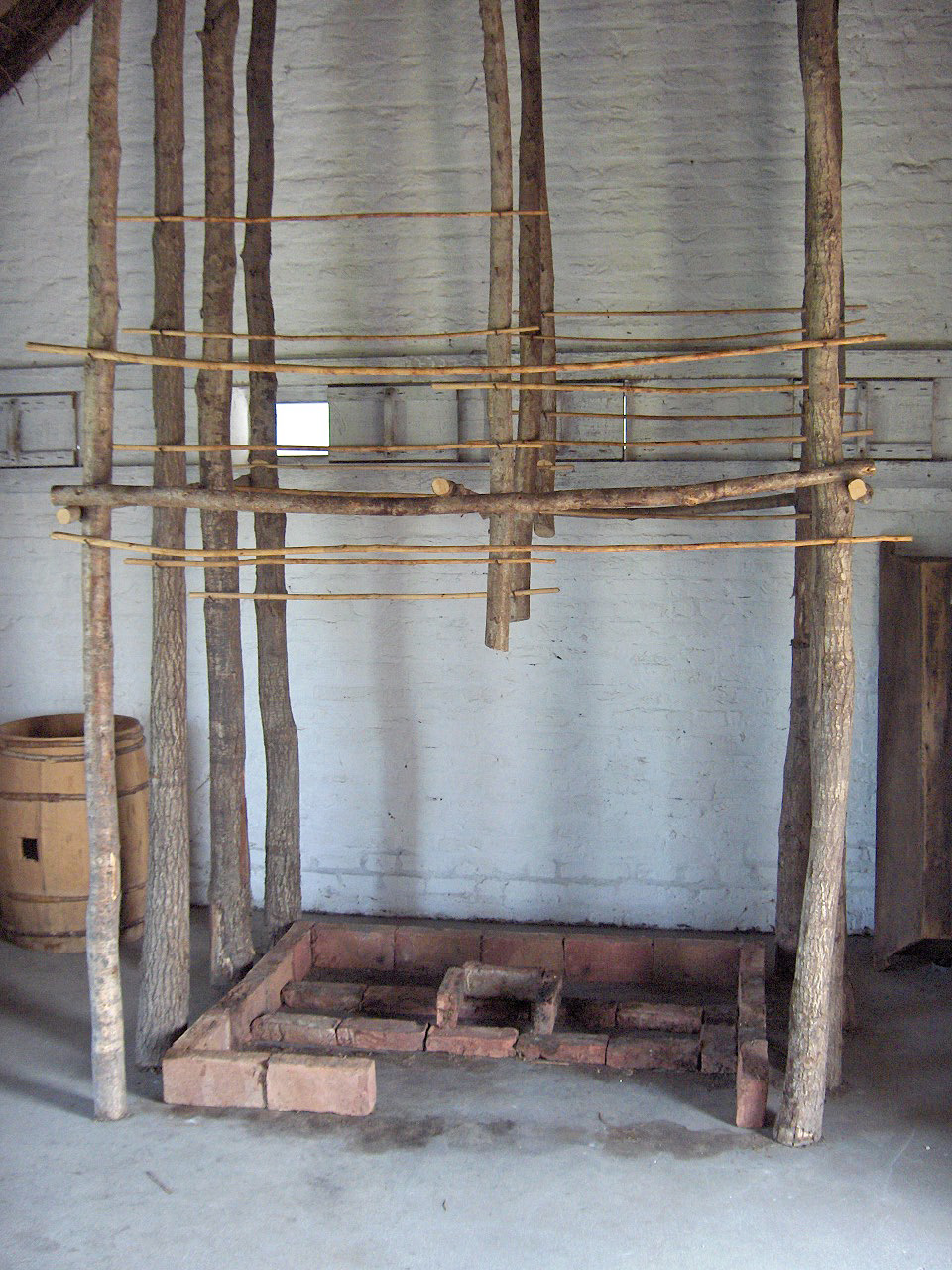
Visrokerij
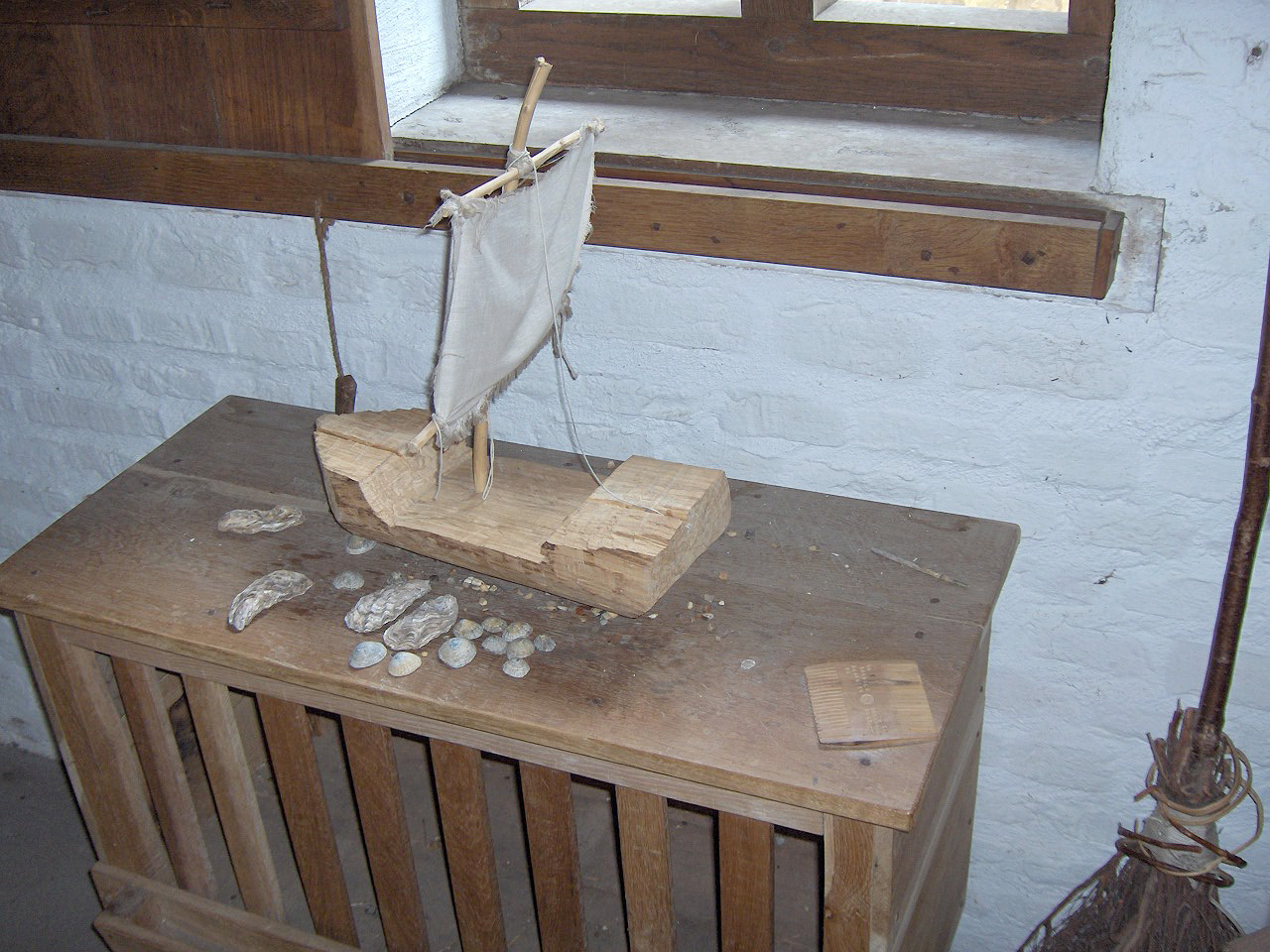
Speelgoed

Het Provinciaal Museum Walraversijde heeft vier vissershuizen uit de bloeiperiode rond 1465 op getrouwe wijze heropgebouwd. Hierbij werden uitsluitend bakstenen gebruikt die ter plaatse opgegraven werden. Het interieur en de inrichting van de huizen gebeurde aan de hand van replica’s van opgegraven materiaal of naar afbeeldingen op schilderijen, miniaturen en geïllustreerde manuscripten uit die tijd. Aldus kon dit ambitieus project een getrouwe evocatie geven van deze nederzetting en krijgt men een goede indruk hoe de bewoners van Walraversijde leefden en werkten
Deze vier huizen zijn :
- het huis van de reder : een grote woning waar de enige gouden munt tot nu toe gevonden werd. Deze gouden munt draagt de beeltenis van Conrad III von Dhaun, aartsbisschop van Mainz (1419-1434). De munt zou geslagen zijn tussen 1411 en 1434. Men neemt dan ook aan dat dit huis aan een tussenhandelaar heeft behoord. Dit huis had dan ook glasramen, een relatief duur luxeproduct, en een rijkversierde koffer, een tresoor en een bordenkast als meubilair. Naast de eettafel met tinnen vaatwerk, middeleeuws glas en majolica borden, staan twee seigneuriale stoelen. Het schrijftablet staat op een veelhoekige klapwangtafel, met ernaast een x-vormige ‘prekestoel’. Erop liggen enkele aantekenboekjes met wastabletten. De muren waren voorzien van diverse wandbekleding in een mengsel van wol en linnen. Het hemelbed met duur beddengoed behoorde tot het duurste meubilair in een woning (dit is mogelijk het enige authentieke exemplaar in Europa).

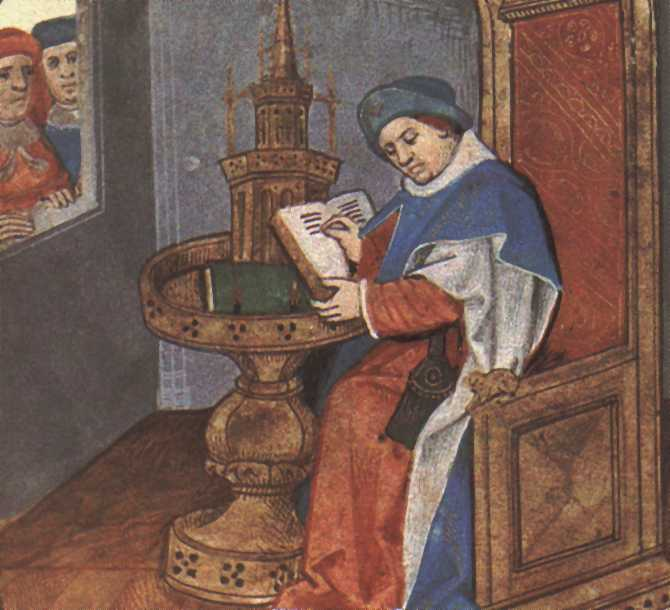
Miniatuur uit het manuscript Roman de la rose (Oxford, Bodleian Library), portret van Guillaume de Lorris, gezeten in seigneuriale stoel
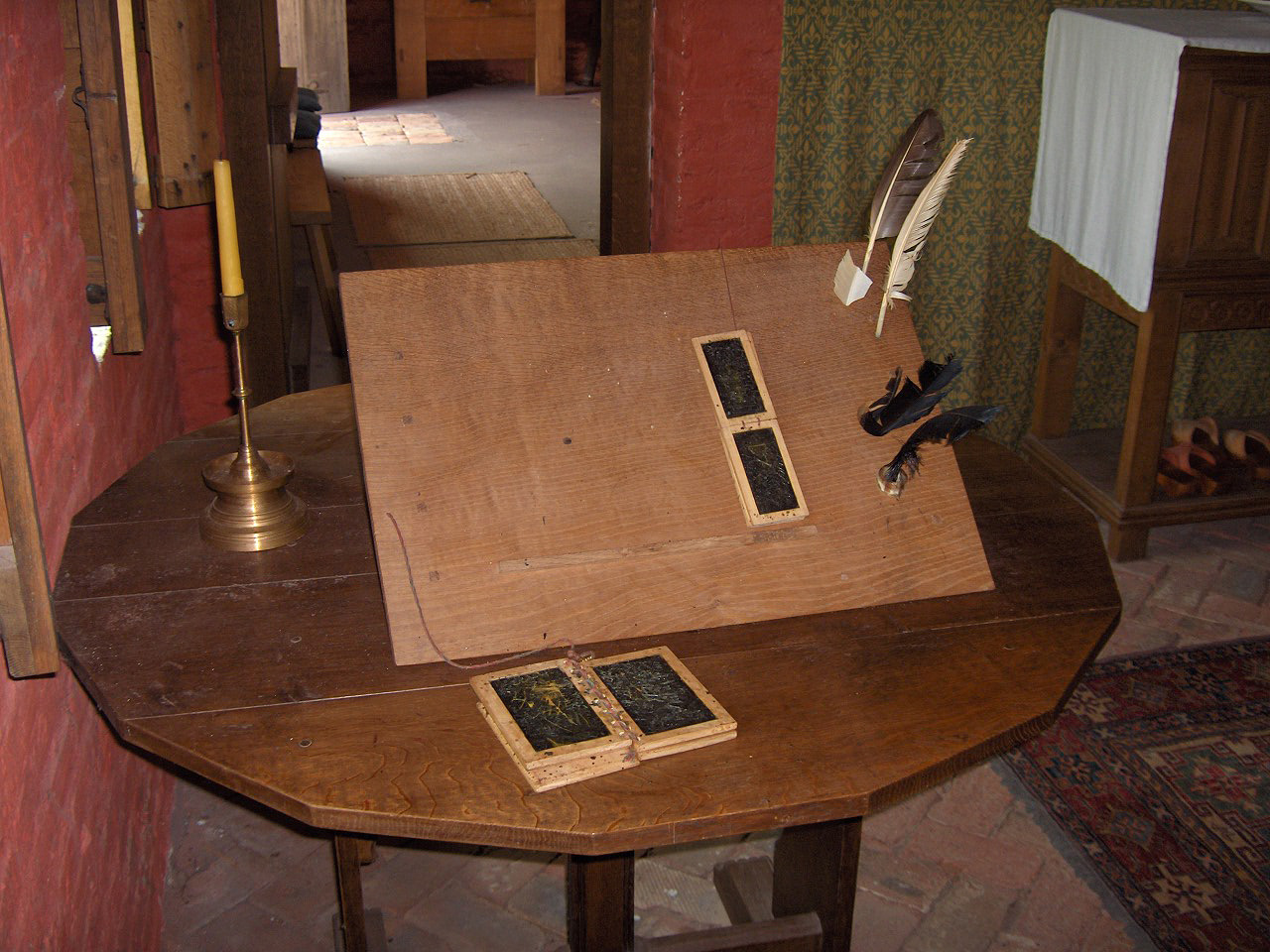
Schrijftablet op klapwangtafel
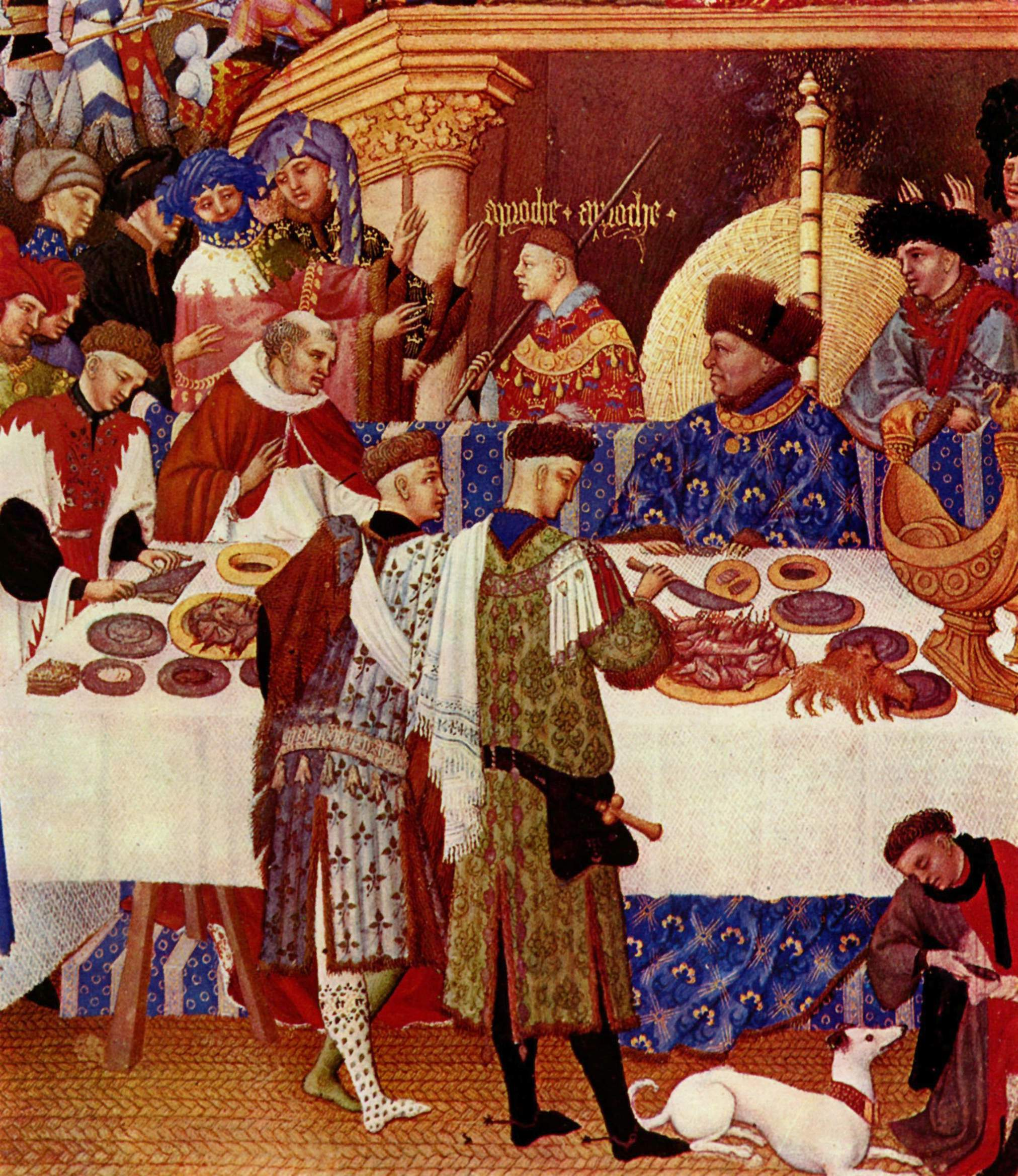
Voorbeeld van een middeleeuws banket (uit Les Très Riches Heures du duc de Berry, ca. 1415)
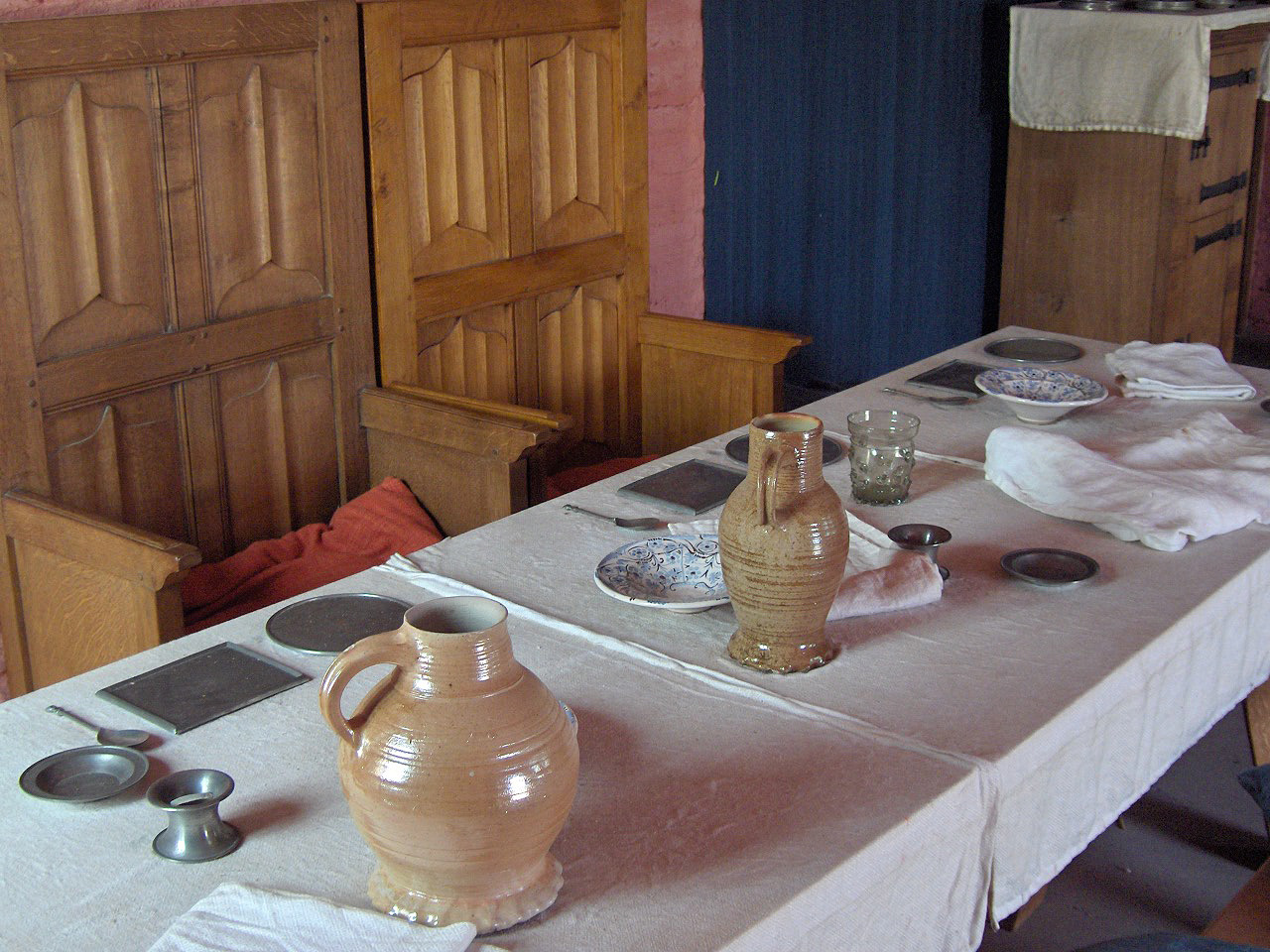
De eettafel met seigneuriale stoelen in het 'huis van de reder'
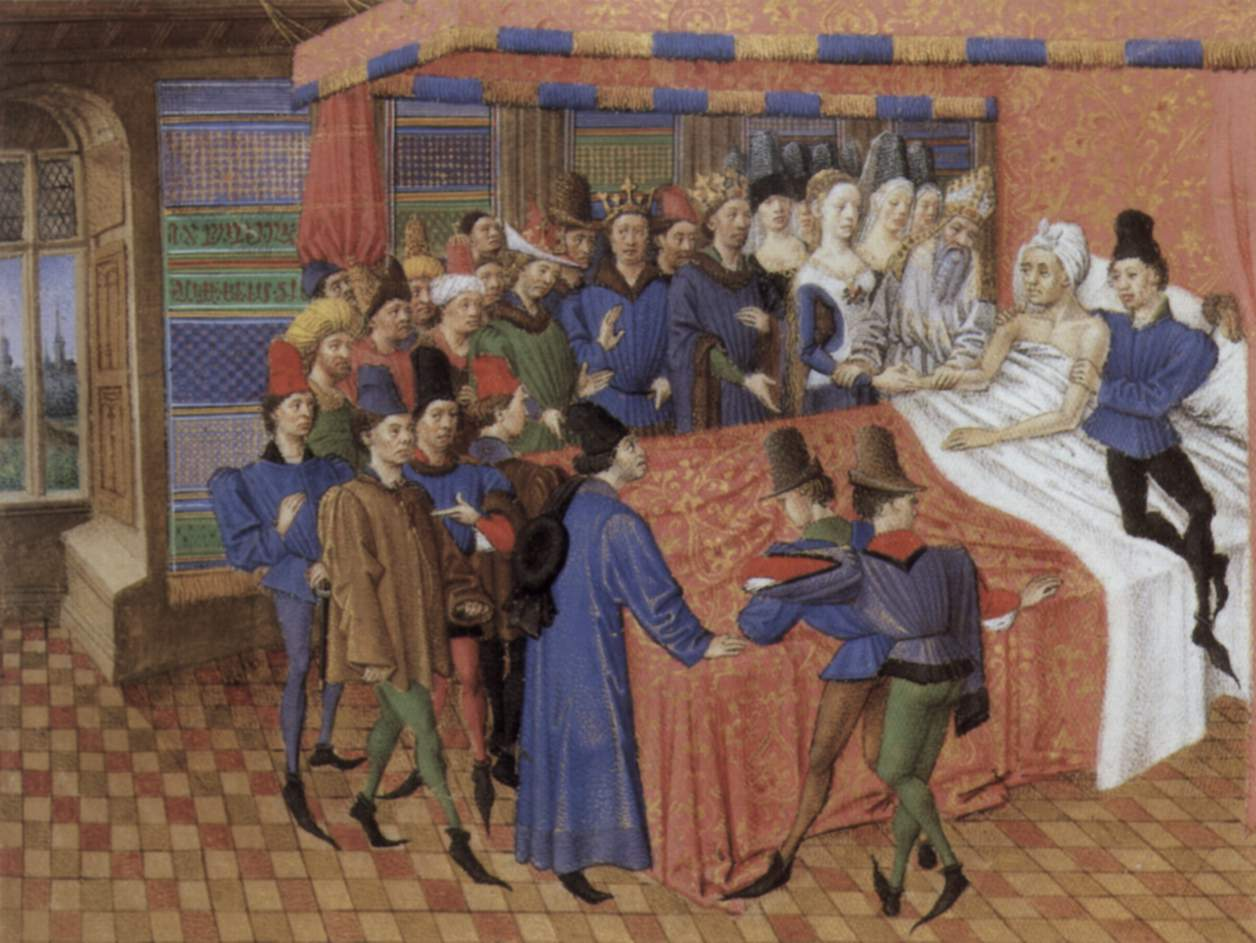
Hemelbed – La teseida de Boccaccio – Maître des Jouvenel des Ursins
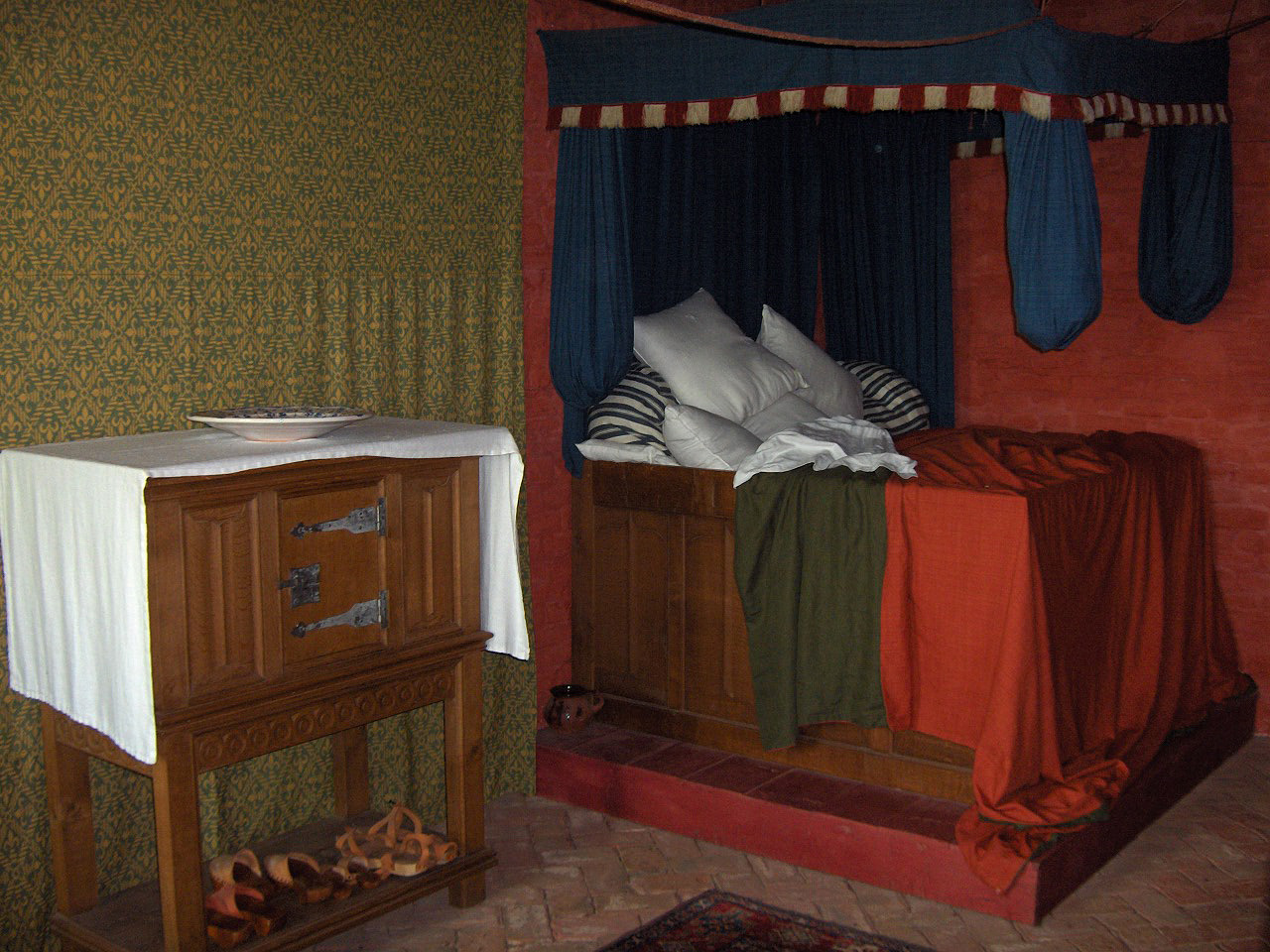
Het hemelbed in het 'huis van de reder'

- het huis van de vissersweduwe: hier werden de ramen bedekt met traliewerk van wilgentwijgen en houten schuifluiken. Naast een eenvoudige tafel staat een tonstoel. De tafel is gedekt met houten kommen, houten lepels, ronde snijplanken en rood aardewerk, een mes met benen heft en een linnen tafelkleed. Het eenvoudig bed staat onder de trap.

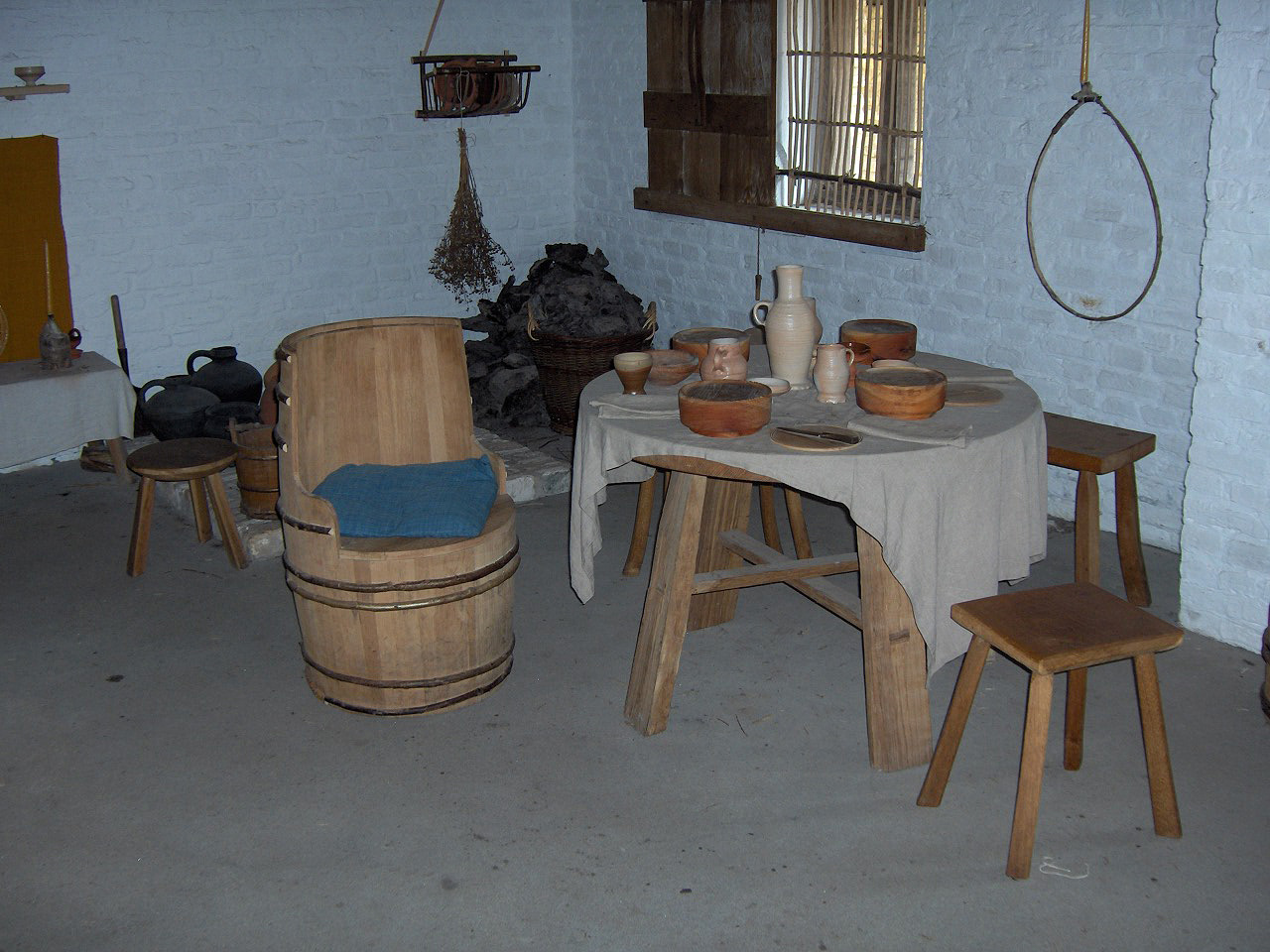
Gedekte eettafel met tonstoel
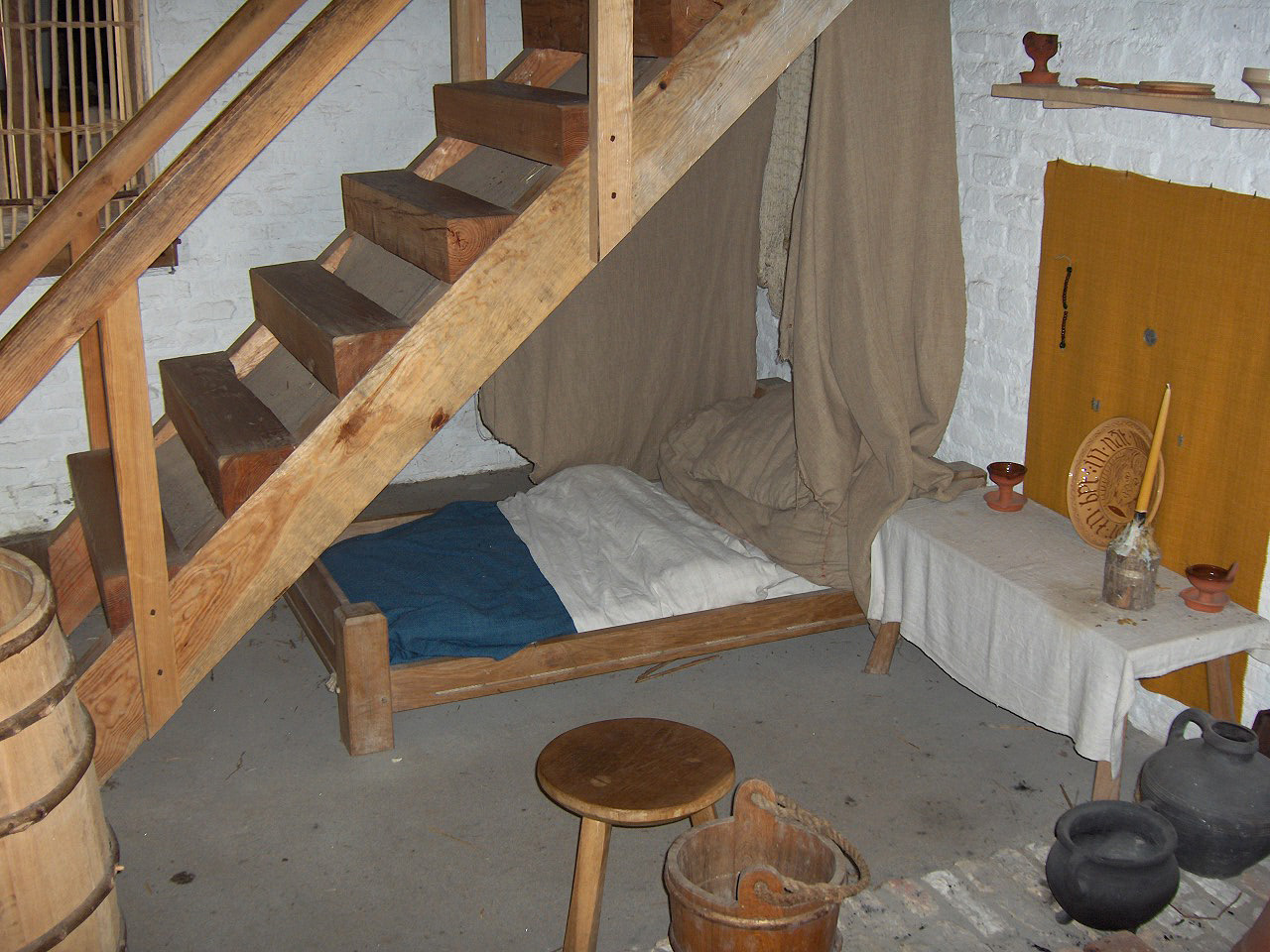
Eenvoudig bed onder de trap
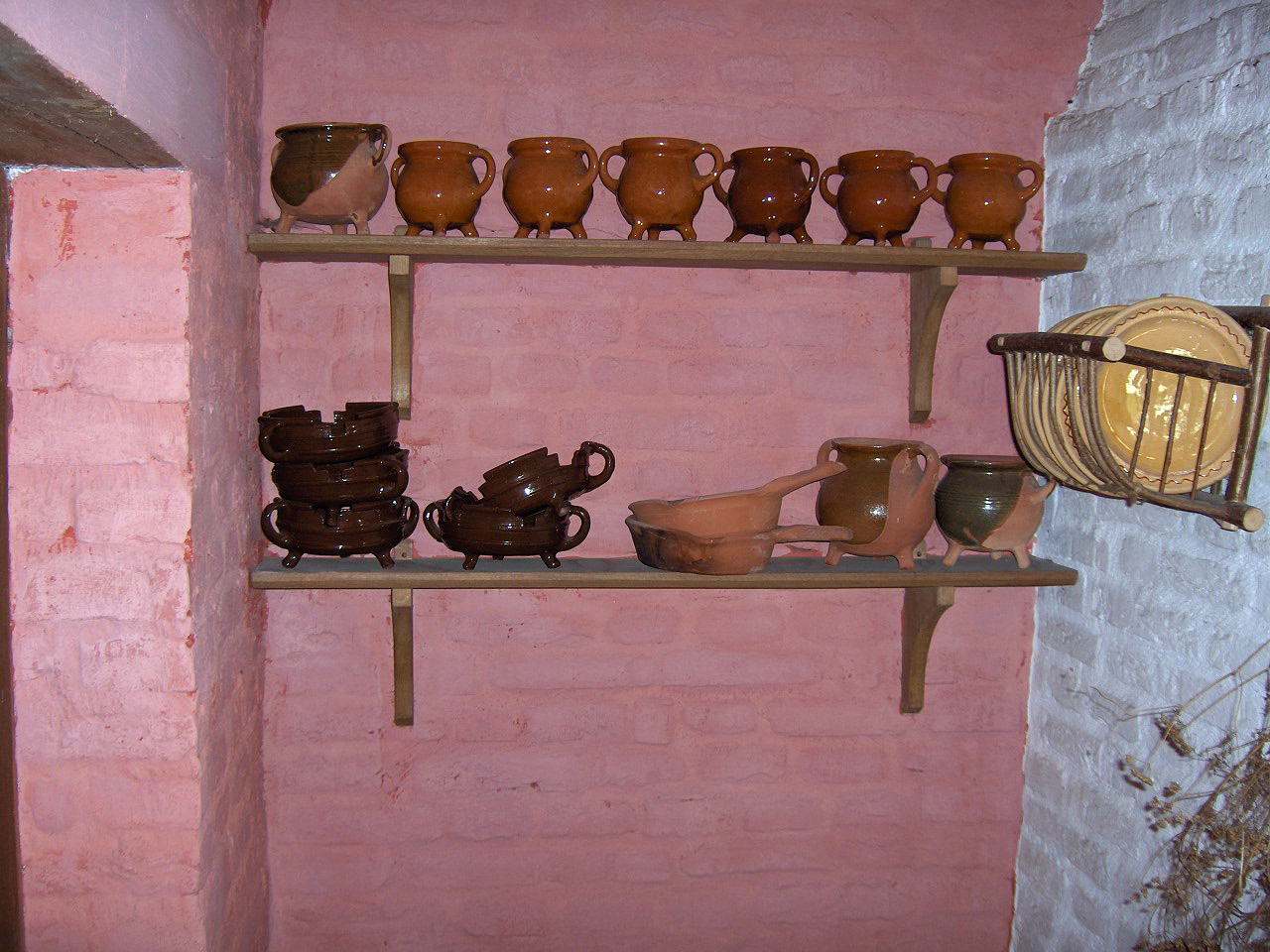
Aardewerk en schotels

- het huis van de visroker : de muur is bekleed met een geverfde stof als imitatiewandtapijt. Het hoge bed staat in een ingebouwde alkoof. Aan de voet ervan is een opstapje, dat dienstdeed als bergruimte. Ernaast staat een kinderbedje met ratel.

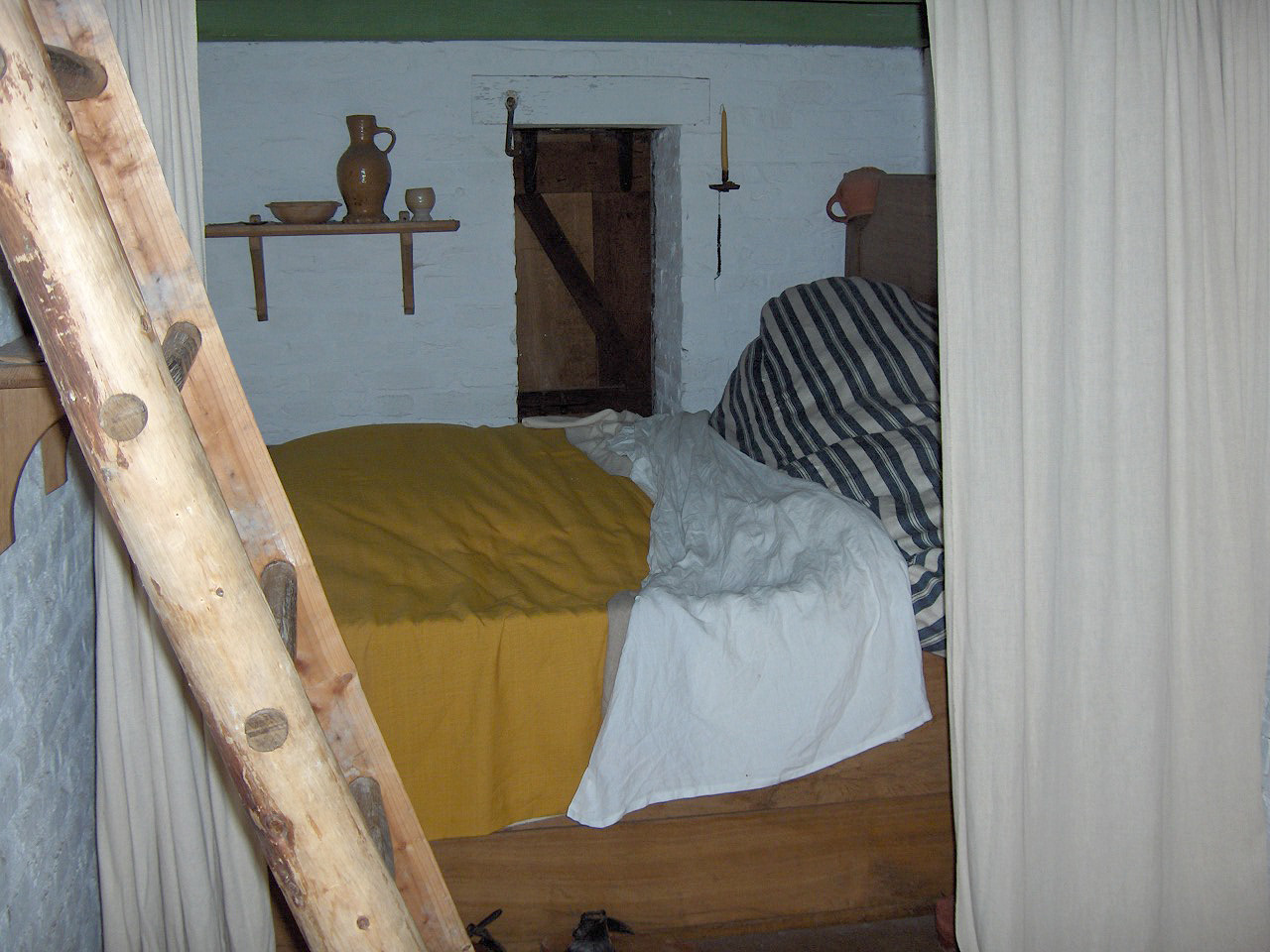
Bed in tochtvrije alkoof
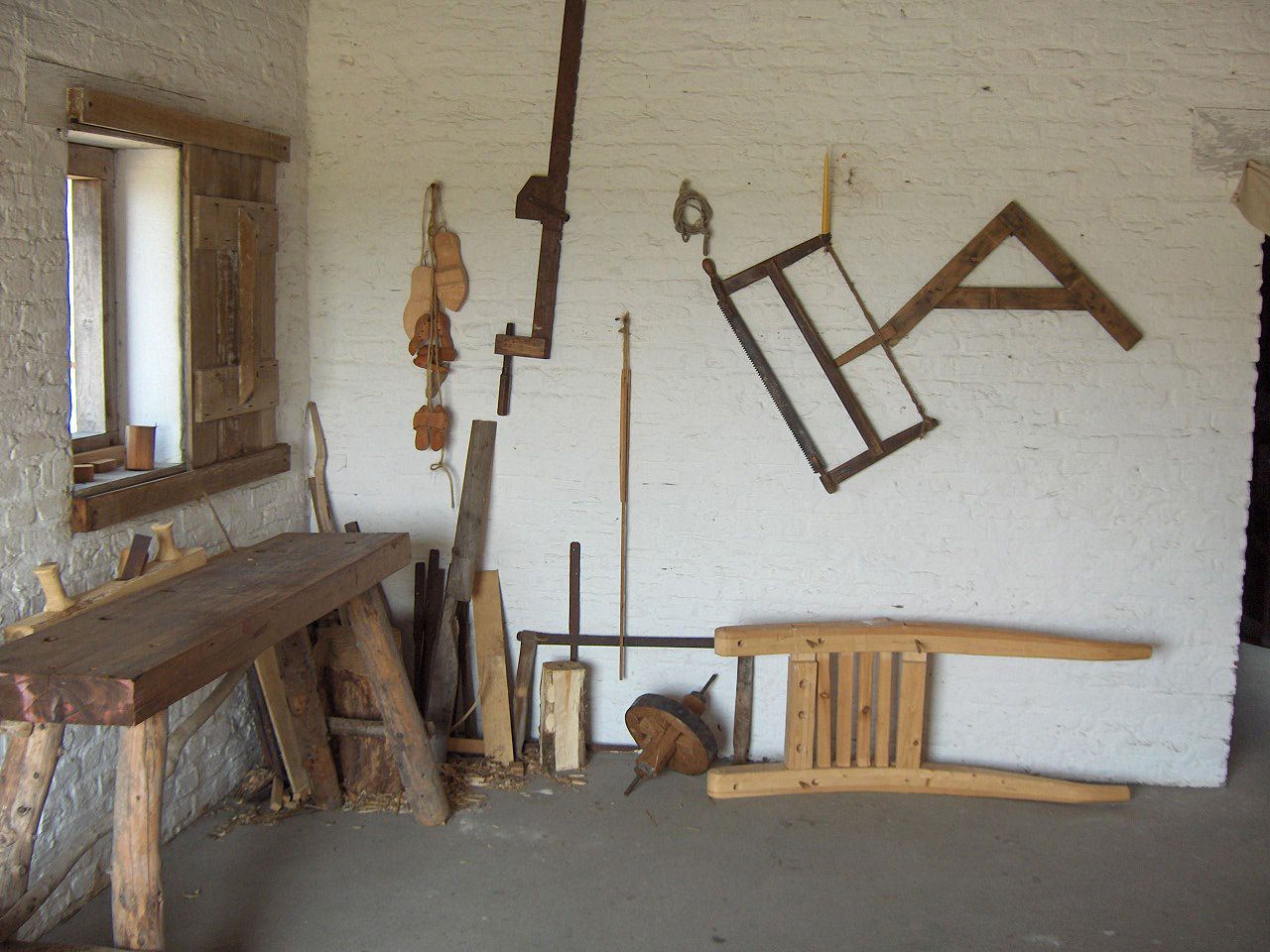
Schrijnwerkerij
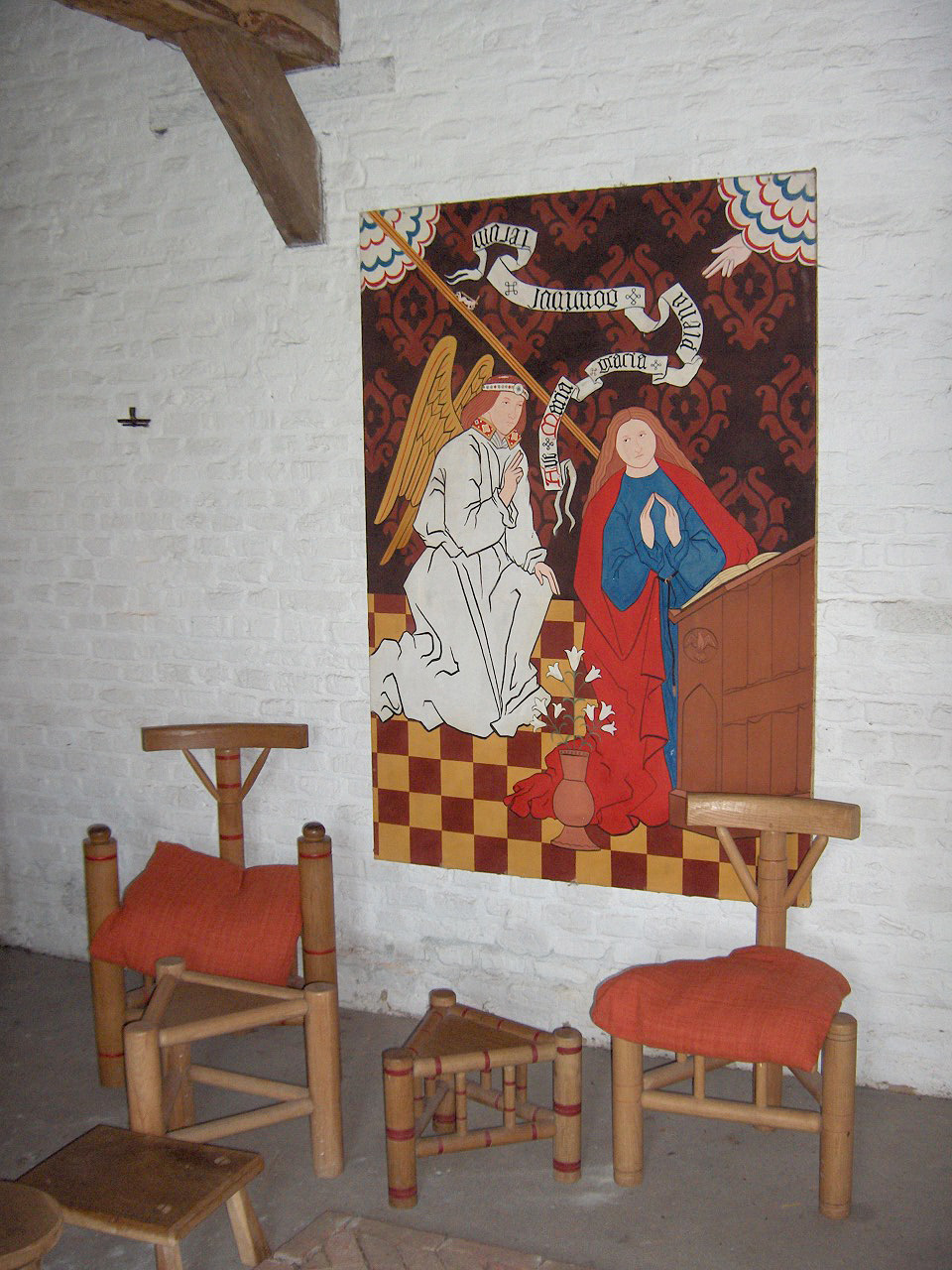
Imitatiewandtapijt

- de visrokerij en bakkerij :

- Bakkerij
- Visrokerij
- Speelgoed

## Visserij
Walraversijde was een gemeenschap van vissers en handelaren. Vis speelde in de Middeleeuwen dus een belangrijke rol in de voeding. Bovendien waren vlees en zuivelproducten op veel dagen verboden door de Kerk (vrijdagen, de vastenperiode, en nog andere vastendagen of ‘visdagen’).
Er waren in Walraversijde ongeveer twintig vissersboten met elk een bemanning tussen de dertien en twintig man. De schippers bezaten elk hun eigen boot en netten. Dit alles wijst op een zekere welvaart. De vissers waren gekleed in waterdichte pakken (in gestreepte linnen zeildoek, ingesmeerd met olie) en gebruikten netten met vlotters van kurk of hout en loden, bakstenen of natuurstenen gewichten, en verzwaarde lijnen met ijzeren vishaken. Deze netten moesten voortdurend hersteld worden. Hiervoor gebruikte men boetnaalden uit hout en been, waarvan er verschillende teruggevonden werden.

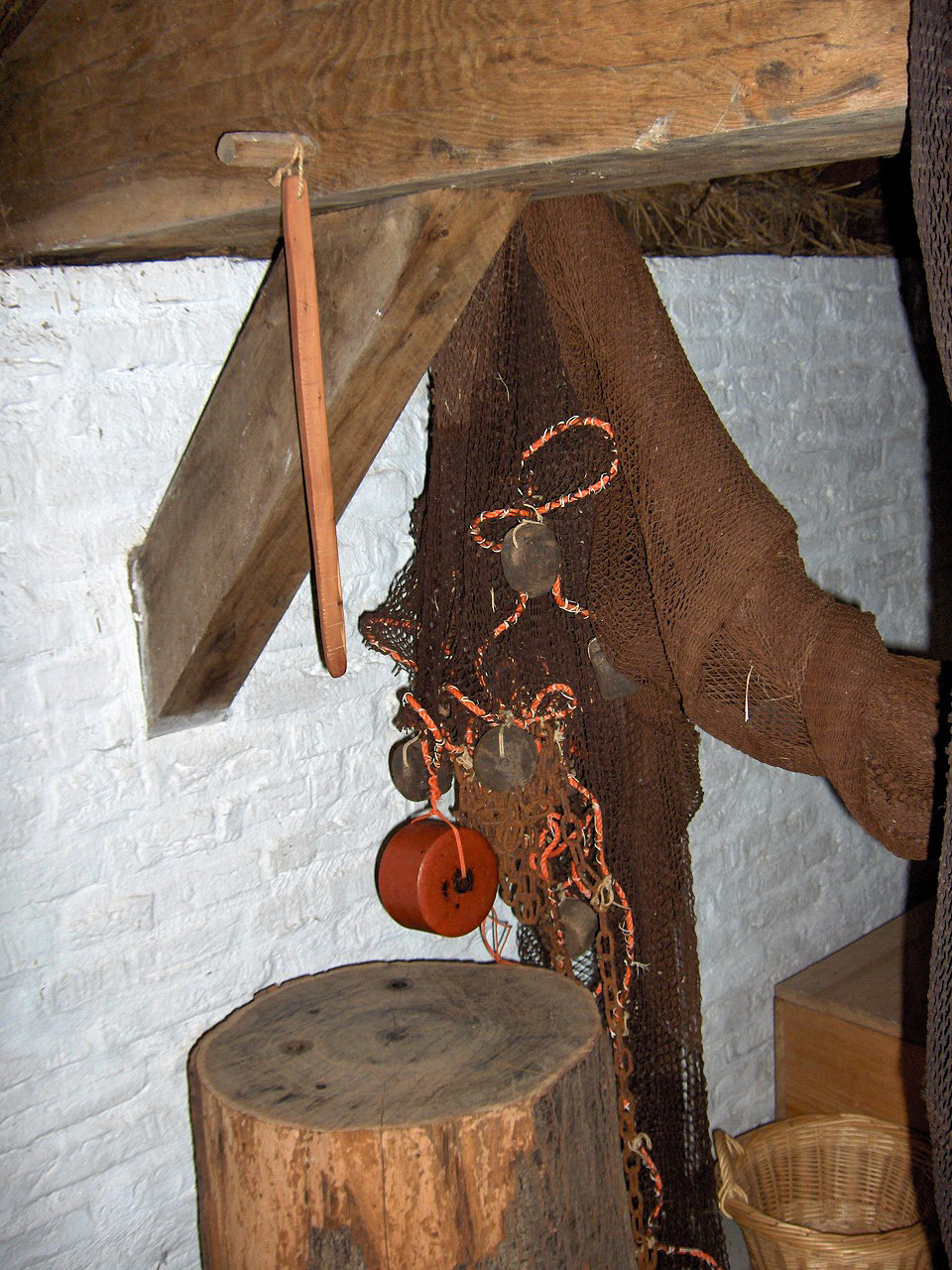
Visnetten met vlotters

De mannen visten in hoofdzaak op haring in zeilboten op de Noordzee en voeren soms tot Schotland om kabeljauw. De vissers voerden een levendige handel in kaakharing. Deze was echter, sinds het begin van de 13e eeuw, een monopolie van de Hanze uit Duitsland en Zuid-Zweden (Schonense kaakharing). In de vroege 15e eeuw, rond 1420, kwam daar verandering in en konden de Vlaamse vissers ook op wettige wijze kaakharing produceren. Door het kaken van haring kon haring veel langer bewaard worden en dus ook in het binnenland verhandeld worden. Dit gaf aanleiding tot een levendige handel.
Kaakharing werd in tonnen geschikt en gepekeld. Deze tonnen waren gemaakt met hout uit het Baltisch gebied, voornamelijk uit de regio rond Gdansk (in het huidige Polen). Deze tonnen waren dus oorspronkelijk gebruikt voor de invoer van Hanseatische gekaakte haring. Andere bewaarmethodes voor haring waren droogharing en korfharing (met zout besprenkelde haring in korven). Verder ving men kabeljauw, schol en wijting en ook platvissen, zoals bot, schar en pladijs. Vis werd ook gerookt, waardoor niet alleen de smaak verbeterde, maar ook deze vis langer kon bewaard worden.
Vrouwen zochten naar mosselen, en krabben langs de waterlijn. Garnalen werden gevangen in ondiep water, mogelijk met netten getrokken door paarden, zoals dit nu nog voorkomt als toeristisch evenement in Oostduinkerke.

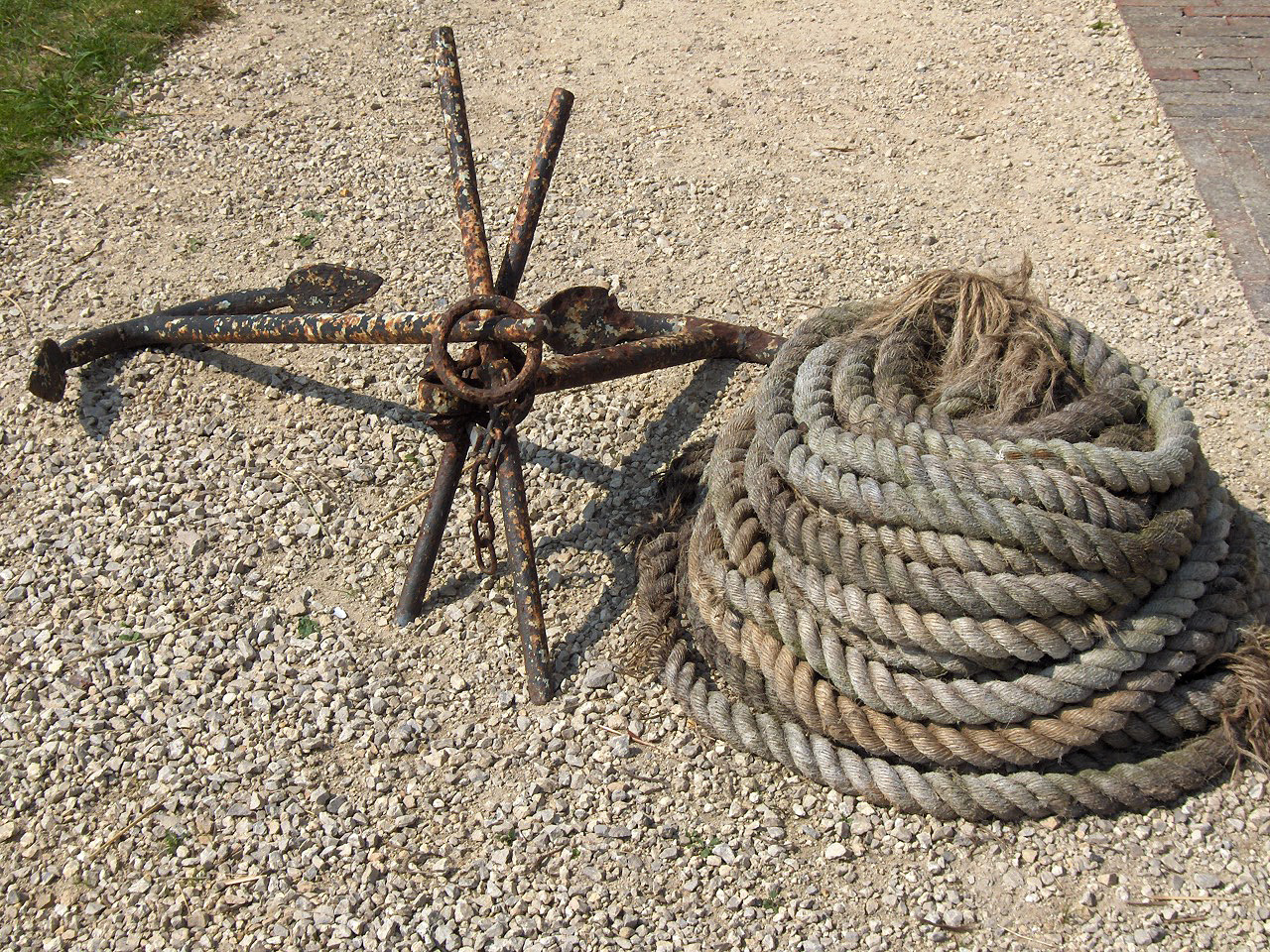
Trosanker

Walraversijde bezat geen markt. Vis werd verhandeld door tussenpersonen, ‘weerden’ genoemd. Sommige schippers gaven het vissen op en werden zelf tussenhandelaar. Deze gingen dan vlug de markt domineren. Ze werden de financiers van lokale schippers, die dan in hun dienst begonnen te varen.
De visserij was echter niet de enige bron van inkomsten. De vissers verkochten dikwijls hun vis in Engeland en keerden dan terug met handelswaar, zoals steenkool, graan, Engels tin en Engelse stoffen. Mogelijk waren er ook enkele echte vrachtschepen, die dan Vlaamse goederen uitvoerden en terugkeerden met buitenlandse goederen. Zo werden er op de site verschillende voorwerpen gevonden die van heel ver afkomstig waren, zoals een kam in Afrikaans ivoor, zwarte peper uit Zuid-Indië, Rijnlands steengoed met zoutglazuur en veel dure schotels in goudlustermajolica uit Spanje. Waarschijnlijk werden deze ingevoerd via Brugge, die in die tijd een belangrijke haven was. Hun aanwezigheid op deze site wijst nogmaals op een zekere welstand van de plaatselijke bevolking.
Een andere mogelijkheid is dat deze dure goederen, of een gedeelte ervan, de buit zijn van piraterij of afkomstig zijn uit wrakken. Piraterij was in die tijd een veel voorkomende praktijk. Onbekende schepen werden beschouwd als prooi, en zeker als ze minder zwaar bewapend waren of minder manschappen aan boord hadden. De vissers van Walraversijde hadden hierin een tamelijk kwalijke reputatie, zoals blijkt uit documenten uit die tijd. De winterstormen en de zandbanken voor de kust zorgen ervoor dat er regelmatig scheepswrakken terechtkwamen op het strand van Walraversijde. Dit leverde in de meeste gevallen ook een rijke buit op.
De vissers van Walraversijde traden dus soms op als piraten, maar waren in veel gevallen zelf het slachtoffer van piraterij, zoals rond 1460 toen er velen gedood werden door Franse piraten uit Honfleur en Dieppe. Soms werden Walraversijdse vissers, die toevallig aanwezig waren in een buitenlandse haven, het slachtoffer van represailles en soms lange opsluiting, als er schepen uit die haven aangevallen waren geweest door andere Walraversijdse vissers. Hun beroep was dus zeker niet zonder risico’s. Het is dan ook niet verwonderlijk dat de vissers zich zo zwaar mogelijk bewapenden. Men heeft op de site resten van kruisbogen en nierdolken gevonden.

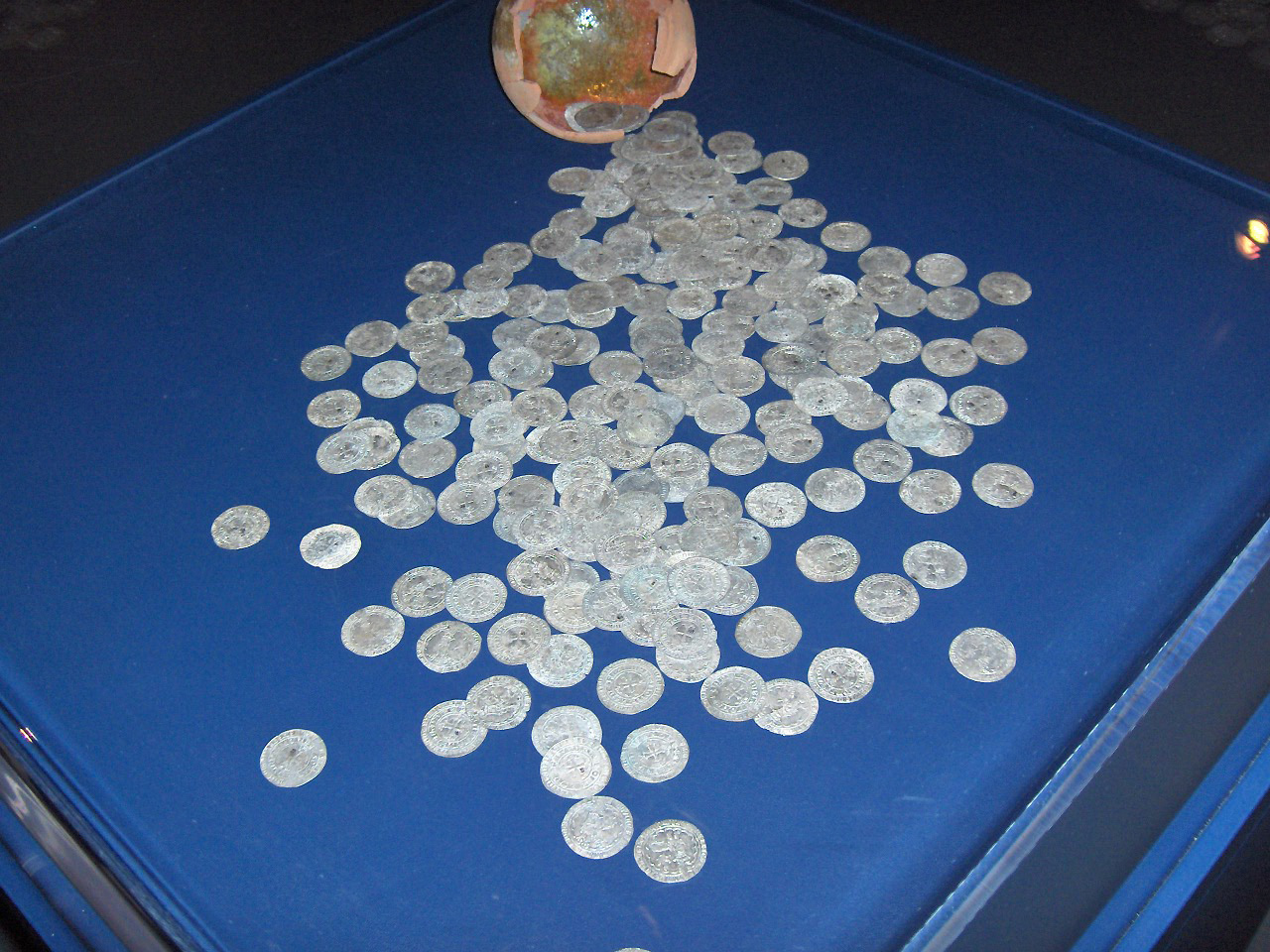
Vlaamse munten (rond 1375)

Zij geraakten ook betrokken in de oorlog tussen Franse koning Lodewijk XI en Karel de Stoute, hertog van Bourgondië (periode 1465-1477). Dit waren slechte tijden voor de vissers van Walraversijde. Ze moesten schepen en zeelui afstaan voor de bescherming van de Vlaamse vissersvloot. Ten slotte moesten ze zelfs een duur oorlogsschip kopen met een klein kanon. Er kon enkel nog gevist worden in konvooi, onder bescherming van oorlogsschepen. Na deze oorlog volgde er een burgeroorlog in Vlaanderen. Walraversijde lag tussen de opponenten Oostende en Nieuwpoort en deelde dus mee in de klappen. Dit alles leidde tot het verval van deze bloeiende gemeenschap.
In 1999 heeft men een bijzondere vondst gedaan: een muntdepot, bestaande uit 211 zilveren plakken of ‘dubbele groten’ met een hoog zilvergehalte uit de tijd van Lodewijk van Male (1330-1384), graaf van Vlaanderen van 1346 tot 1380. Ze zouden gemunt zijn tussen 1373 en 1380. In die tijd was er beroering in het graafschap Vlaanderen, met een opstand van Gent en enkele andere steden, onder leiding van Filips van Artevelde, tegen de graaf en zijn schoonzoon, Filips de Stoute, hertog van Bourgondië.

## Referentiewerken
- Deseyne, A. (1993). Raversijde: geschiedenis van het Koninklijk Domein. Provincie West-Vlaanderen
- Kightly, Ch. et al.(2003) - Walraversijde 1465 (van archeologische opgraving tot daadwerkelijke reconstructie)
- Pieters, M. (1995). Een 15de-eeuwse sector van het verdwenen vissersdorp te Raversijde (stad Oostende, prov. West-Vlaanderen): interim-verslag 1994
- Pieters, M. (2002). Raversijde 1992-2002: een balans na 10 jaar archeologisch onderzoek [Raversijde 1992-2002]
- Pieters, M. et al. (2002). middeleeuwse en latere insignes en devotionalia uit Raversijde